# Kondinin Shire
Kondinin Shire är en kommun i Australien. Den ligger i delstaten Western Australia, omkring 300 kilometer öster om delstatshuvudstaden Perth. Antalet invånare var 873 vid folkräkningen 2016.
Följande samhällen finns i Kondinin:
- Kondinin
- Hyden
- Karlgarin